# Fernand Méry
Fernand Méry est un vétérinaire français, « écrivain animalier » et grand défenseur de la cause animale, né le 11 février 1897 à Clermont-l'Hérault et mort le 24 janvier 1984 à Cannes.

## Biographie

### Jeunesse
Le père de Fernand Méry est industriel dans la coutellerie à Clermont-l'Hérault et l'adolescent entreprend des études au collège de la ville.
A l'âge de 15 ans, il est sauvé de la noyade par sa jument lorsque cette dernière et son cavalier tombent à l’eau : ne sachant pas nager, Fernand s’agrippe à sa jument qui le sort de l’eau. Ce moment est pour lui révélateur de son futur métier : se consacrer aux animaux. Il entreprend alors des études littéraires à la Faculté des Lettres de Montpellier quand la Première Guerre mondiale éclate.

### La grande guerre
En 1916, sachant monter à cheval, Fernand Méry est incorporé au Premier Hussard comme Brigadier de cavalerie. Dans un second temps, il est muté comme artilleur au 271e régiment d'artillerie. Après 16 mois de campagne, il est admis à sa demande, à l’École nationale vétérinaire d'Alfort pour suivre une formation accélérée de vétérinaire de complément avant de repartir au front. La guerre terminée, il entreprend de longues études de médecine vétérinaire à l'école nationale vétérinaire de Lyon.

### Entre deux-guerres
Fernand Méry est diplômé en 1922 puis il devient docteur après avoir soutenu une thèse d'exercice sur la psychologie animale et la psychiatrie vétérinaire.
 Il commence sa carrière à Paris comme assistant puis possède son propre cabinet où il décide de s’occuper des animaux de compagnie. (Au début du siècle dernier, on ne soignait presque pas les chiens et les chats, on ne s’occupait que des chevaux et des animaux de production).
Fernand Méry avait une autre passion : l’écriture. Il publiera ainsi en 1933 l'ouvrage Bêtes et Gens devant l'amour (Ernest Flammarion). Il collabore dès le début des années 1920 au « Troubadour » où il écrivit quelques nouvelles. Il devient par la suite journaliste animalier pour des grands quotidiens tels que Paris-Soir ou Paris-Midi, quotidiens qui disparaitront après la guerre.

### Seconde Guerre mondiale
Lors de la Seconde Guerre mondiale, il est mobilisé en 1939 comme lieutenant dans une unité cynophile puis il est chargé en 1940 par le ministère de la Guerre de diriger le service des chiens de l'armée mais la défaite de Juin 1940 met fin à sa mission. Son dévouement pour les animaux va lui sauver la vie durant l'Occupation : devant rejoindre des amis pour diner, on frappe à sa porte et on lui amène une petite chienne prête à mettre bas et mal-en-point. Il décide alors d’annuler sa soirée pour soigner l'animal. Ses amis faisant partie de la Résistance, ils furent arrêtés le soir même du dîner auquel où Fernand Méry devait participer.

### Après-guerre
Fernand Méry continue à écrire et il publie notamment aux Éditions Denoël les ouvrages Âme de bêtes (1952), Sa Majesté le chat (1954) et Notre ami le chien (1956). Il collabore également comme journaliste animalier dans de grands journaux tels que Point de vue, Carrefour, France-soir  ou Le Parisien libéré.
En 1953, il fonde l’association « Les Amis des bêtes », couplée à une revue qui connaît un franc succès. Il va se battre contre les mauvais traitements infligés aux animaux ce qui mènera en novembre 1963 à l'adoption d'une loi répressive, la loi Michelet contre les maltraitances subies par les animaux.
En 1970, il fonde le « Conseil National de la Protection Animale » qui est une association qui va s’occuper de plusieurs sujets autour de la protection animale. Grâce à un de ses articles, il va y avoir une réglementation sur la chasse des animaux à fourrure ainsi que sur le traitement des animaux destinés à l’abattoir. Il crée en 1976 la fondation « Assistance aux animaux ». Il participe ainsi à l'élaboration de la loi Griotteray de 1971 et à la mise en page du tatouage canin en France. En 1974, il publie une déclaration, Douze devoirs de l'homme envers les animaux, qui recueillera 2 millions de signatures et sera à l'origine de la  Déclaration universelle des droits de l’animal par l'UNESCO en 1978.

## Postérité
Fernand Méry décéde à Cannes le 24 janvier 1984 mais il est inhumé à Clermont-l'Hérault. Sa femme poursuit son combat envers les animaux et décéde en 2008.
La devise de Fernand Méry était : « « Les connaître pour les comprendre, les comprendre pour les aimer, les aimer pour les défendre » » (devise inaugurée et gravée dans le marbre de l’École de Maisons-Alfort).
Un prix Fernand Méry est créé en 1987 pour couronner un ouvrage littéraire sur le monde animal et également « vise à honorer la mémoire du Docteur Fernand Méry qui fut le pionnier de la médecine des animaux de compagnie en France », mais il tombe bientôt en désuétude. En 2010, grâce à une entente entre les responsables et les membres du Groupement des Écrivains Médecins (GEM) et de l’Académie Vétérinaire de France (AVF), le prix est à nouveau décerné.

## Publications
- Bêtes et gens devant l’amour, Ernest Flammarion, 1933
- Ames de bêtes, Éditions Denoël, 1952
- Ici, les bêtes, Éditions Denoël, 1954
- Sa Majesté le chat, Éditions Denoël, 1956
- Les Coulisses du monde animal, Prisma, 1956
- Notre Ami le chien, Éditions Denoël, 1957
- Le chien, Larousse, 1959
- Mèdecin des bêtes, Robert Laffont, 1961
- Entre chats, illustrations d'Albert Dubout, Éditions du livre Monte Carlo, 1962
- Entre chiens, illustrations d'Albert Dubout, Éditions du livre Monte Carlo, 1964
- Les animaux célèbres, Éditions Denoël, 1964
- Le chat, Robert Laffont, 1967
- Avoir un chien, Éditions Denoël, 1971
- Le guide des chats, le Livre de poche, 1971
- Les mystères du monde animal, Hachette, 1975